# Luca Carboni
Luca Carboni (Bologna, 12 ottobre 1962) è un cantautore e musicista italiano.
Distintosi fin dagli esordi per il carattere intimista e riflessivo dei testi delle sue canzoni, ha debuttato sulla scena musicale nel 1976 come chitarrista e compositore, esordendo poi da solista nel 1983. Ha vinto il Festivalbar nel 1992 con la canzone Mare mare.
Durante la sua carriera ha venduto più di sei milioni di dischi .

## Biografia

### 1976-1982: Gli esordi con iTeobaldi Rock
Quarto di cinque figli (tre maschi e due femmine); il padre è impiegato in un'azienda di carrozzine e giocattoli per bambini e la mamma Franca è casalinga. Coltiva la sua passione per la musica fin da piccolo: già a 6 anni impara a suonare il pianoforte e ascolta i cantautori italiani, da Lucio Battisti a Francesco De Gregori. Dopo le scuole medie affronta ragioneria e agraria ma si accorge che non fanno per lui. Carboni ha lavorato a lungo proprio in un'azienda di carrozzine e giocattoli e ha fatto anche il commesso in un elegante negozio di abbigliamento del centro di Bologna dove un giorno durante una manifestazione studentesca fu bersagliato dalle uova.
Nel 1976, a 14 anni, fonda i Teobaldi Rock insieme a Andrea Bellodi, Giovanni Cannamela, Antonello Giorgi, Nicola Lenzi e Marco Toschi, dove Carboni ha il ruolo di chitarrista e compositore. Le prime prove del gruppo avvengono nella parrocchia. Con questo gruppo si esibirà in molti concerti negli anni fino al 1980, inserendosi nel fermento culturale che animò Bologna negli anni del punk e della new wave. Nel 1980 i Teobaldi Rock partecipano alla manifestazione Bologna rock 80 e nel 1981 pubblicano il loro primo e unico 45 giri che contiene i brani L.N. e Odore d'inverno. Il singolo viene pubblicato dalla Bazar (etichetta discografica di Reggio Emilia) e distribuito a livello locale. Il gruppo però si scioglie subito dopo. La qualità sonora del 45 giri non è delle migliori e oggi è molto raro essendone realizzate solamente 250 copie e non in tutte è incluso il foglietto pieghevole con i testi delle 2 canzoni. Alla domanda di un fan su cosa significa la sigla L.N., nel n. 1 di aprile 1996 della rivista ufficiale di Luca "Fuori Moda!" la risposta è che: "I Teobaldi si chiudono in un imperforabile riserbo. Che sia un amore inconfessabile di uno di loro? C'è chi sussurra di sì."
Carboni non abbandona la sua passione musicale e cerca nuove strade. L'occasione arriva dagli Stadio, che leggono un suo testo (lasciato all'Osteria da Vito, all'epoca luogo di ritrovo di cantautori e musicisti) e gli propongono di scrivere un pezzo per il loro primo album. Siamo nel 1982: Carboni scrive Navigando controvento, che sarà pubblicato nell'album Stadio.

### 1983-1986:...intanto Dustin Hoffman non sbaglia un filmeForever
Grazie all'incontro con Gaetano Curreri, Carboni ha l'opportunità di realizzare il suo primo album con la RCA Italiana. Registrato nel 1983 e pubblicato il 27 gennaio 1984, ...intanto Dustin Hoffman non sbaglia un film vanta la coproduzione di Curreri e la collaborazione di Ron e di Lucio Dalla. L'album vende 30 000 copie, il singolo Ci stiamo sbagliando oltre 50 000, entrando in classifica nei primi 20 posti per alcune settimane e vince il premio Disco verde al Festivalbar 1984.
Carboni fa breccia soprattutto tra i più giovani, che si riconoscono in quella visione del mondo e vi ritrovano le proprie ansie e i propri desideri. Da agosto a dicembre 1984 è impegnato nella tournée Luca Carboni Tour 1984.
Il 3 settembre 1985 viene pubblicato Forever, secondo album di Luca Carboni. Il disco raggiunge le 70 000 copie, migliorando il successo del precedente entrando in classifica nei primi 10 posti per alcune settimane.
L'album si pone come complemento del precedente, mantenendone la stessa cifra stilistica, ma assumendo un punto di vista più maturo sia nei testi (che ora spaziano anche su temi sociali, trattati con sottile ironia), sia nella musica (con arrangiamenti più raffinati). Da luglio a settembre è impegnato nella tournée Luca Carboni Tour 1985. Nello stesso anno si prende un periodo di pausa, alla ricerca di nuovi stimoli e nuove idee, iniziando anche a dedicarsi alla pittura. Da gennaio ad ottobre 1986 è impegnato nella tournée Luca Carboni Tour 1986.

### 1987-1994: Il successo del grande pubblico
Il frutto di un'elaborazione più lunga e meticolosa è l'album Luca Carboni, pubblicato il 26 settembre 1987.
Il primo singolo estratto è Silvia lo sai, una canzone che riesce a raccontare con delicatezza il dramma di un amore adolescenziale travolto dalla droga. Silvia lo sai diventa un inno generazionale, come pure l'altro estratto Farfallina, una canzone tenera e struggente sul desiderio di amare. Questi singoli trascinano l'album fino alle 700 000 copie e lanciano Carboni nelle classifiche italiane: l'album arriva al primo posto, e resta in classifica complessivamente per oltre un anno.
In questo disco c'è spazio per il romanticismo, mediato con l'ironia e con ritratti sospesi tra la sua Bologna e i paesaggi del Mare Adriatico.
Da luglio 1987 a settembre 1988 è impegnato nella tournée Luca Carboni Tour 1987-1988, nel 1988 realizza Le tue ali Bologna, l'inno del Bologna insieme con Andrea Mingardi, Lucio Dalla e Gianni Morandi. Nel 1989 viene pubblicato l'album Luca Carboni anche in lingua spagnola. Nonostante il successo consolidato, il suo carattere schivo lo porterà lontano dalle attenzioni dei media limitando il più possibile la sua immagine di personaggio pubblico. La critica non sempre lo vedrà di buon occhio, rimproverandogli la mancanza di un certo impegno ideologico declassandolo a icona per adolescenti. In seguito, riabilitato, ne riconosceranno lo spessore dell'introspezione che c'è dietro le sue melodie orecchiabili.

Carboni, ultimo a destra, insieme a Gianni Morandi, Andrea Mingardi e Lucio Dalla spettatori di un incontro del del quale, nel 1988, incisero l'inno ufficiale.

La fuga dalla fama di Carboni si realizza con un album più intimista e riflessivo, intriso di malinconia, giocato su sonorità più acustiche dei precedenti. Persone silenziose pubblicato 24 novembre 1989: è un album più intenso e difficile dei precedenti, in cui l'autore sceglie gli umili, coloro che non comandano e non vanno sui giornali come emblema di valori che a certi livelli della società sembrano irrimediabilmente persi. Carboni limita intenzionalmente le presenze promozionali nei media, ma ciò non impedisce a questo disco di toccare le 500 000 copie vendute, trainato dalla struggente Primavera, densa di emozioni che dal passato riaffiorano nel presente con continui flashback.
Segue nel 1990 la tournée Persone silenziose Tour 1990 da marzo a settembre e viene pubblicato l'album L'avvenire per la Francia, una raccolta dei primi tre album. Nel 1991 appare in uno spezzone del videoclip del brano Festival di Gabicce Mare, contenuto nel secondo album di Biagio Antonacci Adagio Biagio.
Dopo due anni Carboni dà alla luce un altro album da primato: Carboni pubblicato il 10 gennaio 1992. Il singolo Ci vuole un fisico bestiale, con la sua ironia a ritmo di rock, fa da apripista. La malinconica Mare mare diventa l'inno di quell'estate e lo porterà a vincere il Premio Singoli al Festivalbar 1992 e il premio come Miglior artista dell'anno a Vota la voce. Di questi due singoli vengono realizzate versioni alternative per discoteche. Il singolo ottiene un buon successo anche nelle discoteche greche (Carboni registrerà un'ulteriore versione in cui parte del testo verrà tradotto in lingua greca grazie alla collaborazione di Stefanos Korkolis) ed è a tutt'oggi uno dei singoli italiani più famosi all'estero. Di quest'album, le cui canzoni conosceranno quasi tutte una discreta notorietà radiofonica, verranno vendute più di un milione di copie. Altri singoli di grande successo saranno La mia città, graffiante ironia sulle contraddizioni del nostro modello di sviluppo, e Le storie d'amore (scritta col suo chitarrista storico Mauro Patelli) tenera canzone d'amore. Anche di questo brano verrà realizzata una nuova versione, con la partecipazione del cantante Larry Johnson, inclusa nella compilation Original Super Hits, pubblicata e distribuita dalla BMG tra il 1993 e il 1994. In Alzando gli occhi al cielo, Carboni scrive come fanno i capi della mafia a non pentirsi, come fanno certi potenti a non convertirsi nello stesso anno degli attentati mortali a Giovanni Falcone e Paolo Borsellino. L'album Carboni supera come detto il milione di copie arrivando alla premiazione con un triplo disco di platino.
Da marzo ad agosto 1992 è impegnato nella tournée Ci vuole un fisico bestiale Tour 1992 cui segue a novembre e a dicembre Carboni-Jovanotti in concerto 1992, otto concerti insieme a Jovanotti, creando le premesse per un lungo sodalizio che confluirà tra l'altro nella raccolta dal vivo/studio Diario Carboni, pubblicata il 25 ottobre 1993 in dieci paesi europei. L'album contiene brani live, remix e inediti tra cui tre duetti con Jovanotti (Vedo risorgere il sole, Mix 1992 Le storie d'amore + Puttane e spose, O è Natale tutti i giorni...) e un duetto con Ugo Rapezzi (Spider). Durante 3 date (due a Bologna e una a Salerno) viene registrata la VHS Diario Carboni e pubblicata il 2 luglio 1993.
Sempre nel 1993, insieme a Mauro Malavasi, produce l'album Arrivano i nostri di Ugo Rapezzi. Sempre nel 1993 appare nelle vesti di un prete in uno spezzone del videoclip del brano Penso positivo, pubblicato nell'album di Jovanotti Lorenzo 1994; duetta con Mario Lavezzi, Mango e Laura Valente nel brano Bianche raffiche di vita, pubblicato nell'album Voci 2 di Mario Lavezzi. Parte poi per una nuova serie di concerti tra Italia Svizzera, Germania e Belgio: Ci vuole un fisico bestiale Tour 1993 Europa (maggio 1993), Diario Carboni Tour 1993 (ottobre-novembre) e Diario Carboni Tour 1994 Europeo (giugno-luglio 1994).

### 1995-1999: Dopo il successo
Nel corso degli anni novanta, Carboni accentua la sua ricerca minimalista e, il 12 ottobre 1995 viene pubblicato l'album MONDO world welt monde. Il nuovo disco è stato registrato con un gruppo quasi in presa diretta: ciò si avverte soprattutto in alcuni pezzi (come il singolo di lancio Inno nazionale, ironico e tagliente contro tutte le forme di egoismo e di razzismo), che suonano molto grezzi, senza (quasi) nessuna postproduzione, solo con i suoni duri e sporchi di chitarra (suonata da Mauro Patelli), basso, batteria e tromba. Altri pezzi (come Non è, che sbeffeggia la nostra società fatta di apparenze) suonano nettamente diversi, molto più levigati in fase di produzione. La sensazione di disomogeneità è evidente: anche se criticabile (e criticata da alcuni), va comunque attribuita a una scelta stilistica.
All'album segue Mondo Tour 1996, una tournée molto originale tra febbraio e novembre 1996. Durante alcuni concerti vengono registrati 2 brani: Ex T.Blu in duetto virtuale con Alessio Bertallot e Alzando gli occhi al cielo in duetto con Jovanotti, pubblicati poi nell'album Live del 2003. Nello stesso anno viene pubblicata l'album in lingua spagnola con il titolo MUNDO world welt mondo grazie alla collaborazione con Miguel Bosé e scrive per Biagio Antonacci il testo del brano Happy Family pubblicato nell'album Il mucchio, brano che viene utilizzato come colonna sonora del film Tutor della regista cinese Li Hong.
Il minimalismo di Carboni raggiunge il suo estremo con l'album Carovana, pubblicato il 7 maggio 1998; un album interamente realizzato da Carboni stesso all'elaboratore, in casa sua, alla ricerca di un suono leggero, atmosferico, con eccezione del singolo di lancio Le ragazze. Da settembre 1998 a ottobre 1999 è impegnato nella tournée Carovana Tour 1998-1999.

### 1999-2003:Il tempo dell'amoree la paternità
Il 22 ottobre 1999 viene pubblicata la raccolta Il tempo dell'amore nata per segnare i primi 15 anni di carriera, dedicata alla nascita di suo figlio Samuele. La raccolta contiene gli inediti La mia ragazza e Il tempo dell'amore.
Da febbraio ad agosto 2000 è impegnato nella tournée Europe Live Tour 2000, una serie di concerti europei e duetta con Andrea Mingardi nel brano in dialetto bolognese Gig 2000, pubblicato nell'album Ciao Ràgaz.
Il 26 ottobre 2001 viene pubblicato l'album LU*CA: il primo singolo è Mi ami davvero, dichiarazione d'amore in controtendenza ai malcostumi del tempo, brano che porta subito l'album in testa alle classifiche e raggiunge anche la prima posizione dell'airplay radiofonica. Nel 2002 uscirà come singolo La nostra storia, dedicata alla compagna, seguito da Le parole e da STELLINA (dei cantautori).
Da gennaio a ottobre 2002 è impegnato nella tournée Lu*Ca Tour 2002. Il 7 maggio 2002 Luca Carboni è ospite di Jovanotti al concerto al Mediolanum Forum d'Assago, tappa del Tour Il quinto mondo Tour 2002. Duettano insieme nel brano Mi ami davvero che viene poi pubblicato nell'album Live del 2003. Il 6 dicembre viene pubblicato il DVD Autoritratto che raccoglie dieci video selezionati tra tutti quelli pubblicati da Carboni. Sempre nello stesso anno duetta con gli Skiantos nel brano La sonnolenza provoca dipendenza pubblicato nell'album Doppia dose.
Il 28 ottobre 2003 viene pubblicato Live, una raccolta di 29 pezzi selezionati tra i concerti dal 1992 al 2002 più l'inedito Settembre.

### 2004-2007:...le band si sciolgono
Il 26 febbraio 2004, pubblica il suo primo libro Autoritratto, che contiene suoi dipinti, raffigurazioni e bozzetti oltre a pensieri, testi e racconti. Da febbraio a settembre è impegnato nella tournée Autoritratto Live Tour 2004, una nuova serie di concerti italiana. In seguito, comincia a lavorare su nuovi materiali. Nell'estate realizza una nuova edizione della copertina dell'album Bufalo Bill di Francesco De Gregori che viene ceduta all'asta; il ricavato è stato poi devoluto in beneficenza. Il 15 ottobre 2004 è ospite di Biagio Antonacci a Bologna al concerto del Convivendo tour 2004-2005 e duettano nel brano Silvia lo sai.
A ottobre 2005 duetta con Ron nel brano Anima inserito nell'album in allegato al Corriere della Sera Ma quando dici amore. L'album contiene 14 brani (di cui 13 duetti) con grandi artisti della musica italiana e internazionale. L'intero ricavato della vendita dell'album viene devoluto all'AISLA, Associazione Italiana Sclerosi Laterale Amiotrofica.
Il 29 settembre 2006 viene pubblicato il nuovo album di inediti, intitolato ...le band si sciolgono, anticipato dal singolo Malinconia. L'album vede la collaborazione di Pino Daniele, che suona la chitarra nel brano  La mia isola, e di Gaetano Curreri, autore delle musiche del brano Lampo di vita. Nell'album è incluso anche il brano Pensieri al tramonto, che vede Carboni duettare con Tiziano Ferro. ...le band si sciolgono esce in duplice versione, CD e CD+DVD. Nel DVD è presente, con la collaborazione di Marco Pavone, la trilogia di tre video realizzati a cartone animato nei quali si nota l'ispirazione al fumetto Corto Maltese di Hugo Pratt di cui Carboni è ammiratore. I 3 video ricevono nel 2006 il Premio Videoclip Italiano e nel 2007 ai Venice Music Awards il video La mia isola riceve il premio come Miglior video dell'anno.
Il 21 febbraio 2007 viene pubblicato Segni del tempo, una biografia sotto forma di intervista scritta da Luca Carboni e Massimo Cotto che riassume le sue vicende artistiche e umane. Nello stesso mese la canzone Malinconia viene utilizzata come colonna sonora del film Notte prima degli esami - Oggi. Da febbraio a ottobre 2007 è impegnato nella tournée ...le band si sciolgono Tour 2007. Il 16 novembre Carboni ritorna con una nuova raccolta Una rosa per te, composta da 36 canzoni d'amore tra le quali spiccano C'è, Dentro le scarpe e Canzoni alla radio (tre canzoni incise per gli Stadio negli anni 80 e da lui mai pubblicate).

### 2008-2010:Musiche ribelli
Il 15 febbraio 2008 viene pubblicato l'album dei Neri per Caso Angoli diversi contenente una cover del brano Ci vuole un fisico bestiale in versione cappella in duetto con Luca Carboni.
Il 3 febbraio 2009 partecipa come guest star della serie televisiva di Rai 2 L'ispettore Coliandro nella puntata Doppia rapina. Il 16 febbraio 2009 viene pubblicato Musiche ribelli. Registrato all'Isola d'Elba, negli ultimi mesi del 2008, contiene cover di cantautori degli anni 70 e 80, tra cui Musica ribelle (da cui deriva il titolo dell'album) di Eugenio Finardi, Vincenzina e la fabbrica di Enzo Jannacci, Raggio di sole di Francesco De Gregori, Venderò di Edoardo Bennato, Up Patriots to Arms di Franco Battiato, Eppure soffia di Pierangelo Bertoli e La casa di Hilde di Francesco De Gregori, quest'ultimo interpretato da Carboni in duetto con Riccardo Sinigallia, che figura anche in veste di produttore. Con il cantautore romano incide anche Ho visto anche degli zingari felici, famosa canzone di Claudio Lolli del 1976, singolo che anticipa l'uscita dell'album, estratto il 10 ottobre 2008. Da marzo ad ottobre è impegnato nella tournée Musiche ribelli Tour 2009. Il 21 aprile partecipa alla registrazione del brano Domani 21/04.2009 che viene pubblicato l'8 maggio 2009. Il brano vede la collaborazione dei più grandi artisti della musica italiana ed è stato realizzato per devolvere interamente i proventi alle popolazioni colpite dal Terremoto dell'Aquila del 2009 in Abruzzo.
Da aprile a novembre 2010 è impegnato nella tournée Musiche ribelli Tour 2010. Il 3 ottobre, in occasione della giornata nazionale per la lotta contro la Sclerosi laterale amiotrofica, partecipa a un concerto gratuito ad Arzignano insieme a Lucio Dalla, Max Giusti, Giusy Ferreri, Francesco Grollo, Fiorella Mannoia, Marco Mengoni, Ron e al gruppo Statuto.

### 2011-2013:Senza titolo
A gennaio 2011 interpreta una breve parte nel brano L'elemento umano di Jovanotti, pubblicato nell'album Ora. Il 5 maggio è ospite insieme a Cesare Cremonini al concerto di Jovanotti al Futurshow Station di Casalecchio di Reno (tappa del Lorenzo Live - Ora in Tour 2011-2012) per duettare nel brano Mare mare. A maggio partecipa a un video organizzato da Legambiente intitolato Un si per dire no insieme ai Velvet, Piero Pelù, Eugenio Finardi, Têtes de Bois, Quintorigo e Roy Paci, per la votazione contro il nucleare nei referendum abrogativi di giugno. Il 13 settembre viene pubblicato l'album di inediti, intitolato Senza titolo anticipato dai singoli Fare le valigie il 17 giugno e Cazzo che bello l'amore il 9 settembre. Gli altri singoli estratti sono Riccione-Alexander Platz e Per tutto il tempo. Il 17 settembre è di nuovo ospite insieme a Cesare Cremonini al concerto di Jovanotti all'Arena di Verona (tappa del Lorenzo Live - Ora in Tour 2011-2012) per duettare nei brani  Mare mare e La mia moto. Il 30 settembre partecipa al Festival O' Scià a Lampedusa dove esegue una versione unplugged dei nuovi singoli Fare le valigie e Cazzo che bello l'amore e duetta con Claudio Baglioni in Mare mare e con Teresa De Sio in Inno Nazionale. Il 3 dicembre parte da Senigallia il Senza titolo Tour 2011-2012 e si conclude il 6 ottobre 2012 a Santa Flavia dopo 28 date.
L'11 ottobre 2012 viene pubblicato l'album di Freak Antoni Però quasi che contiene l'omonimo brano eseguito in duetto con Luca Carboni. Il 30 ottobre viene pubblicato l'album degli Stadio 30 I nostri anni che contiene il brano Bella scritto da Luca Carboni e Fabio Liberatori. Il 13 novembre viene pubblicato l'album tributo a Giorgio Gaber Per Gaber... io ci sono contenente il brano live Far finta di essere sani (originariamente del 1973) interpretato in duetto con Riccardo Sinigallia (la traccia è disponibile solo nell'album in versione digitale). Il triplo album contiene brani di Giorgio Gaber eseguiti da 50 artisti della musica italiana.
Il 4 marzo 2013 partecipa al concerto di Piazza Maggiore a Bologna (in diretta su Rai 1) dedicato a Lucio Dalla scomparso l'anno precedente, insieme ad altri artisti italiani tra cui Andrea Bocelli, Zucchero Fornaciari, Fiorella Mannoia, Pino Daniele, Gigi D'Alessio, Marco Mengoni, Giuliano Sangiorgi esibendosi in Cosa sarà e Quale allegria. Il 2 maggio parte da Paola il Luca Carboni Tour 2013 e si conclude il 14 settembre a Cerreto Laziale dopo 16 date. Il 6 maggio viene pubblicato l'album dei Perturbazione Musica X contenente il brano I baci vietati in duetto con Luca Carboni (estratto come singolo il 17 ottobre 2014). 

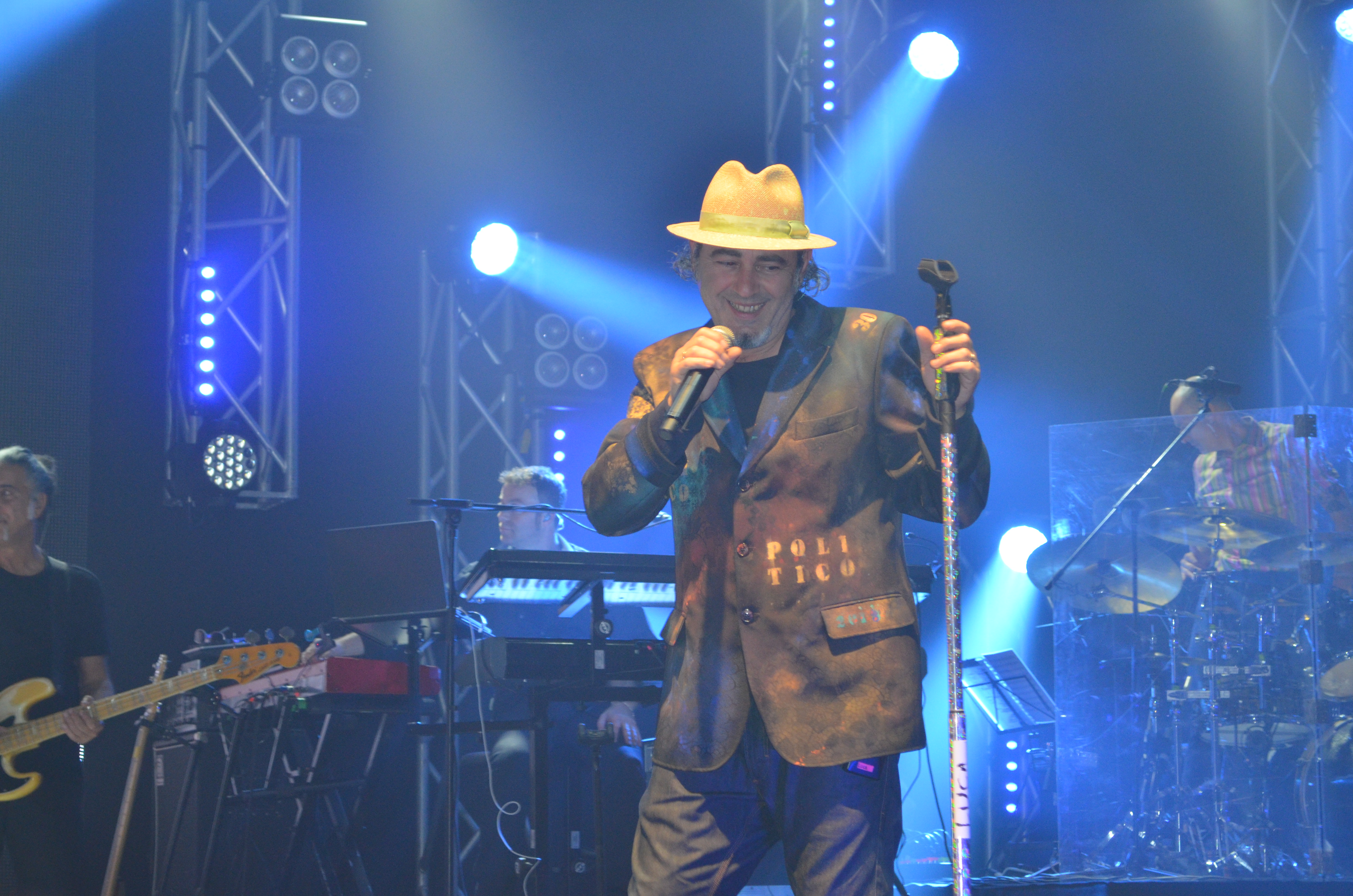
Fisico & politico Tour 2013-2014, Firenze, 6 maggio 2014

Il 1º ottobre per festeggiare i 30 anni di carriera viene pubblicato il nuovo album raccolta Fisico & politico contenente 3 brani inediti e 9 grandi successi già incisi in precedenza dall'artista riproposti in duetto con Tiziano Ferro, Elisa, Jovanotti, Alice, Miguel Bosé, Franco Battiato, Biagio Antonacci, Cesare Cremonini e Samuele Bersani. Il primo inedito e singolo estratto dall'album il 6 settembre è il brano Fisico & politico in duetto con Fabri Fibra. Gli altri inediti sono C'è sempre una canzone scritto da Luciano Ligabue (estratto come singolo il 24 gennaio 2013) e Dimentica. Gli altri singoli estratti dall'album sono Persone silenziose (il secondo il 15 novembre 2013) e Ci vuole un fisico bestiale in duetto con Jovanotti (il quarto il 6 giugno 2014). Il 17 dicembre riceve nella Sala Rossa Maurizio Cevenini di Palazzo d'Accursio a Bologna come riconoscimento la Turrita d'argento, in occasione dei 30 anni di carriera. Il 20 dicembre parte da Bologna la tournée teatrale Fisico & politico Tour 2013-2014. Nella data speciale del 20 dicembre 2013 al PalaDozza di Bologna partecipano come ospiti Alberto Bertoli, Alice, Andrea Mingardi, Biagio Antonacci, Elisa, Gaetano Curreri, Roberto Drovandi, Marco Tamburini, Gianni Morandi, Jovanotti, Riccardo Sinigallia, Ron, Samuele Bersani, Saturnino e Tiziano Ferro.

### 2014:Fisico & politico
A gennaio 2014 riceve due nomination ai Rockol Awards 2013 nelle categorie Miglior singolo italiano e Miglior video italiano con Fisico & politico con Fabri Fibra. A febbraio riceve quattro nomination ai World Music Awards 2014 nelle categorie Miglior album con Fisico & politico, Miglior artista maschile, Miglior intrattenitore e Miglior interprete live. Il 27 marzo viene pubblicato Live Session, il primo extended play in download digitale in esclusiva su Amazon, contenente 6 brani in versione live unplugged registrati il 20 marzo nel punto vendita Amazon di Milano. Il 3 giugno riceve al Foro Italico di Roma il Music Award (in diretta su Rai 1) nella categoria CD Oro con Fisico & politico e si esibisce in C'è sempre una canzone. A giugno è autore del brano Amarti da qui (liberamente ispirata alla poesia Aquí te amo di Pablo Neruda) per Michele Bravi, vincitore della settima edizione di X Factor, pubblicato sull'album A passi piccoli. Il 4 ottobre 2014 partecipa ad un concerto organizzato dai Nomadi in Piazza Duomo a Milano per festeggiare i trent'anni della fondazione Exodus di don Antonio Mazzi insieme a Francesco Renga, Nek e Annalisa. Accenna un pezzo di Farfallina e Mare mare e duetta con i Nomadi in Dio è morto. L'esibizione viene pubblicata il 2 dicembre sul DVD Exodus-Nomadi Live (Tremenda voglia di musica). Il 27 ottobre viene pubblicato l'album tributo a Rino Gaetano Solo con io contenente il singolo E io ci sto interpretato dal cantante bolognese ed estratto come primo singolo il 24 ottobre 2014. L'11 novembre viene pubblicato l'album di Alice Weekend che contiene il brano Da lontano in duetto con Luca Carboni e Paolo Fresu, estratto come secondo singolo il 9 gennaio 2015.

### 2015-2017:Pop-up
Il 13 gennaio 2015 viene pubblicato l'album di Marco Mengoni Parole in circolo che contiene il brano Se io fossi te scritto da Luca Carboni. Viene inoltre pubblicata la versione in lingua inglese del brano For You I Will, disponibile solo in versione digitale su Tim Music e la versione in lingua spagnola Allì donde estés per l'album Liberando palabras. Tra maggio e settembre 2015 rimane impegnato nella tournée Luca Carboni Tour estivo 2015 in 16 piazze italiane.
Il 2 ottobre viene pubblicato il nuovo album di inediti intitolato Pop-up, anticipato il 21 agosto 2015 dal singolo Luca lo stesso. Il secondo singolo estratto è Bologna è una regola (1º gennaio 2016); il terzo Happy (13 maggio 2016, utilizzato come colonna sonora dall'emittente televisiva Sky Sport per il Campionato europeo di calcio 2016; il quarto Milano (7 ottobre 2016). Il 28 novembre è presente al Mediolanum Forum d'Assago come ospite del concerto di Jovanotti, tappa del Lorenzo nei Palasport Tour 2015-2016, per duettare nel brano Luca lo stesso; il duetto viene ripetuto il 21 dicembre all'Unipol Arena di Bologna con l'aggiunta di O è Natale tutti i giorni.
Da febbraio a dicembre 2016 rimane impegnato nella tournée Pop-up Tour 2016 per 42 tappe nei club, palazzetti e piazze italiane. Il 22 aprile viene pubblicato l'album di Jake La Furia Fuori da qui che contiene l'omonimo brano in duetto con Luca Carboni, estratto come terzo singolo il 1º aprile; il 6 maggio viene pubblicato l'album di Gianluca Grignani Una strada in mezzo al cielo che contiene il brano Falco a metà in duetto con Luca Carboni. Il 3 giugno viene pubblicato l'album live (CD+DVD) di Samuele Bersani La fortuna che abbiamo (Live) che contiene la cover di Lucio Dalla Canzone eseguita dal vivo in duetto con Luca Carboni a Roma all'Auditorium Parco della Musica il 30 maggio 2015 durante il concerto evento Plurale unico al quale hanno partecipato molti amici e colleghi di Bersani. Il 24 giugno viene pubblicato l'album di esordio del deejay Squalo Iaco (Marco Iaconianni) Marco e basta che contiene la cover di Carboni Il mio cuore fa ciock eseguito in duetto con lo stesso Carboni, estratto come primo singolo il 20 maggio. Il 6 giugno riceve all'Arena di Verona due premi Wind Music Award nella categoria Album Oro con Pop-up e Singolo Platino con Luca lo stesso. Il 14 luglio viene pubblicato solo in download digitale Happy un album contenente remix di Happy (DJ Matrix & Matt Joe Remix,Gino Latino & LukeAT Remix). Il 28 ottobre viene pubblicato l'album di esordio solista del cantante Boosta dei Subsonica La stanza intelligente che contiene il brano Come la neve eseguito in duetto con Luca Carboni ed estratto come singolo il 25 novembre. Il 17 dicembre è presente all'Atlantico di Roma come ospite del Mainstream Tour 2016 di Calcutta con il quale duetta nel brano Del verde.
Il 9 e l'11 maggio 2017 è presente al PalaLottomatica di Roma e al Mediolanum Forum di Assago come ospite del Completamente senza estate Tour 2017 dei Thegiornalisti con il quale duetta nei brani Proteggi questo tuo ragazzo e Luca lo stesso, mentre il 22 è presente all'Unipol Arena di Bologna come ospite dello Scriverò il tuo nome Live palasport Tour 2017 di Francesco Renga con il quale duetta nel brano Luca lo stesso. Infine il 13 settembre è presente all'Arena di Verona come ospite del Together Here We Are Tour 2017 di Elisa con la quale duetta nel brano Vieni a vivere con me.

### 2018-2019:Sputnik
Il 9 febbraio 2018 viene pubblicato l'album del gruppo Lo Stato Sociale Primati contenente il brano Facile in duetto con Luca Carboni, pubblicato come singolo il 25 maggio. L'8 giugno viene pubblicato il nuovo album composto da 9 tracce inedite intitolato Sputnik, anticipato il 27 aprile 2018 dal singolo Una grande festa. Gli altri singoli sono Io non voglio e Ogni cosa che tu guardi. Il 2 giugno è ospite al Teatro Romano di Verona per l'evento Lucio!, un concerto-omaggio a Lucio Dalla insieme a molti artisti italiani tra cui Ron, Massimo Ranieri e Gaetano Curreri. Duetta con Ron nel brano Quale allegria. Il concerto per l'occasione viene presentato da Michelle Hunziker e trasmesso in prima serata su Canale 5 il 31 agosto. Il duetto con Carboni viene poi pubblicato sull'album di Ron Lucio!! pubblicato il 26 aprile 2019. Il 28 settembre viene pubblicato l'album del gruppo Tiromancino Fino a qui contenente il brano Imparare dal vento in duetto con Luca Carboni. Nello stesso mese aderisce alla campagna chiamata Il battito del cuore lanciata dalla multinazionale farmaceutica Bayer per sensibilizzare la popolazione sull'importanza della prevenzione per ridurre il rischio delle malattie cardiovascolari. L'artista ha ideato e realizzato il logo della campagna e ha reinterpretato il brano Il mio cuore fa ciock del 1993 in una versione corale con un gruppo di pazienti cardiopatici dell'associazione A.L.I.CE. Italia onlus di Genova. Il brano viene diffuso il 29 settembre (Giornata mondiale del cuore) attraverso un videoclip pubblicato sui canali social. A novembre riceve due nomination ai Rockol Awards 2018 nelle categorie Miglior album italiano con Sputnik e Miglior artista Live italiano. Il 9 novembre 2018 viene pubblicato l'album di Marco Armani Con le mie parole contenente il brano Esser duri in duetto con Luca Carboni. Da ottobre 2018 a ottobre 2019 rimane impegnato nella tournée Sputnik Tour 2018-2019 per 55 tappe tra club, palazzetti, teatri e piazze italiane.
Il 22 febbraio 2019 viene pubblicato il singolo benefico C'è da fare che vede la collaborazione di 25 artisti della musica italiana tra cui anche Luca Carboni, realizzato per devolvere i proventi alla comunità colpita dalla tragedia del crollo del Viadotto Polcevera avvenuta il 14 agosto 2018. A maggio reinterpreta Prima di partire in duetto con il cantautore Giorgio Poi e viene resa disponibile in download digitale ed estratta come quarto singolo dall'album Sputnik il 14 giugno 2019. Il 10 luglio è ospite di Jovanotti al concerto nella spiaggia di Rimini, tappa del Jova Beach Party Tour 2019. Duettano insieme nei brani Mare mare, Ci vuole un fisico bestiale e 4/3/1943 di Lucio Dalla. Il 7 settembre è ospite dei Thegiornalisti al concerto al Circo Massimo di Roma, tappa del Love Tour 2019 duettando nel brano Luca lo stesso. Ad ottobre l'arista interpreta un cameo nei panni di sé stesso nel film Se mi vuoi bene di Fausto Brizzi e la canzone Malinconia viene utilizzata come colonna sonora. Nello stesso mese aderisce nuovamente alla campagna chiamata Il battito del cuore lanciata dalla multinazionale farmaceutica Bayer per sensibilizzare la popolazione sull'importanza della prevenzione per ridurre il rischio delle malattie cardiovascolari. L'artista, dopo aver selezionato cinque cardiologi musicisti ha reinterpretato insieme a loro in una versione corale il brano Ci vuole un fisico bestiale del 1991. Il brano viene diffuso il 21 ottobre sui canali social attraverso un videoclip registrato sul tetto del Policlinico San Martino di Genova. Infine espone una sua personale selezione di 41 opere realizzate dal 1998 al 2019 in una mostra dal titolo Bologna è un'immagine a Palazzo Arnolfini a Lucca Comics & Games. A novembre con lo Sputnik Tour 2018-2019 una nomination ai Rockol Awards nella categoria Miglior artista Live italiano. Il 15 novembre viene pubblicato l'album Note di viaggio - Capitolo 1: venite avanti..., un progetto discografico dedicato alle canzoni del cantautore Francesco Guccini, che vede la collaborazione di 13 artisti della musica italiana tra cui anche Luca Carboni. L'artista interpreta in duetto con Samuele Bersani il brano Canzone delle osterie di fuori porta (pubblicato originariamente sull'album Stanze di vita quotidiana del 1974).

### 2020-presente
Il 7 febbraio 2020 viene pubblicato l'album di Marco Masini Masini +1 30th Anniversary contenente il brano Vaffanculo in duetto con Luca Carboni. Il 3 aprile viene pubblicato il singolo Canzone sbagliata del rapper Danti in duetto con Shade e Luca Carboni. L'8 maggio 2020 viene pubblicato in download digitale il singolo Ma il cielo è sempre più blu (Italian Stars 4 Life) (cover de Ma il cielo è sempre più blu di Rino Gaetano del 1975) al quale partecipa Luca Carboni in collaborazione corale (registrato a distanza) con cinquantaquattro fra i più popolari cantanti e musicisti italiani. Il brano è stato realizzato per sostenere la Croce Rossa Italiana durante l'emergenza COVID-19. Il 10 luglio viene pubblicato in download digitale il singolo La canzone dell'estate, scritto durante la quarantena.
Il 30 settembre 2021 è presente all'Arena di Verona come ospite di Marco Masini per festeggiare 30 anni di carriera con il quale duetta nel brano Vaffanculo. Il 1º ottobre riceve a Faenza dal Meeting delle etichette indipendenti (MEI) il Premio alla carriera. Il 5 novembre viene pubblicato l'album benefico (per AVSI Kenya) Punto fermo - Chieffo Charity Tribute in CD contenente alcune cover dei brani di musica sacra di Claudio Chieffo realizzate da artisti italiani, tra le quali Io non sono degno interpretata da Luca.
Nel gennaio 2022, Carboni annuncia di essere al lavoro sul suo tredicesimo album in studio, insieme alla produttrice Marta Venturini, per poi pubblicarlo nei primi mesi del 2023. Tuttavia, il cantante è in seguito costretto a un temporaneo ritiro dalle scene per più di due anni, dovendosi sottoporre alle terapie di contrasto a un tumore polmonare.
Dal 21 novembre 2024 al 2 marzo 2025 espone al Museo della Musica di Bologna una mostra di pittura intitolata Rio ari o a cura di Luca Beatrice, che racchiude quarant'anni di creatività del cantautore. Nell'occasione viene pubblicato dalla casa editrice SEM anche il libro dedicato alla mostra. 
Il 22 novembre 2024 la Sony Music ha pubblicato in formato vinile 33 giri alcuni album dell'artista: ...intanto Dustin Hoffman non sbaglia un film (anche in versione CD con 45 giri), Forever, Luca Carboni (anche in versione CD con 45 giri), MONDO world welt monde, Carovana, LU*CA e ...le band si sciolgono.
Il 29 novembre 2024 viene pubblicato dalla Universal Music Italia l'album di Cesare Cremonini, Alaska Baby, contenente il brano San Luca in duetto con Luca Carboni pubblicato come singolo il successivo 6 dicembre.
Nel 2025 in qualità di artista realizza il quadro premio del ventunesimo Premio letterario la Tore Isola d'Elba entrando a far parte del Comitato d'Onore di diritto, insieme con artisti del calibro di Marco Lodola o Lorenzo D'Andrea. Al vincitore della edizione del 2025 del prestigioso riconoscimento (già assegnato a Camilleri, Vitali e Cazzullo, tra gli altri) Antonio Scurati viene quindi donata una sua opera pittorica, anche per il suo forte legame con l'isola.

## Vita privata
Dal 1989 convive con Marina Vanni, la sua compagna, con la quale ha avuto un figlio di nome Samuele. È tifoso del Bologna, per il quale ha composto l'inno insieme a Gianni Morandi, Lucio Dalla e Andrea Mingardi, e della Fortitudo Bologna. Ha dichiarato di essere cattolico.
Nel settembre del 2024, durante un'intervista al Corriere della Sera con Walter Veltroni, l'artista ha rivelato di aver ricevuto una diagnosi di tumore polmonare nel marzo del 2022, evento che l'aveva costretto al ricovero all'Ospedale Sant'Orsola di Bologna, dove si è sottoposto a chemioterapia, per poi subire un'operazione chirurgica nell'agosto dello stesso anno, e infine sottoporsi a immunoterapia.

## Discografia

### Album in studio
- 1984 - ...intanto Dustin Hoffman non sbaglia un film
- 1985 - Forever
- 1987 - Luca Carboni
- 1989 - Persone silenziose
- 1992 - Carboni
- 1995 - MONDO world welt monde
- 1998 - Carovana
- 2001 - LU*CA
- 2006 - ...le band si sciolgono
- 2009 -  Musiche ribelli
- 2011 - Senza titolo
- 2015 - Pop-up
- 2018 - Sputnik

### Raccolte
- 1993 - Diario Carboni
- 1999 - Il tempo dell'amore
- 2007 - Una rosa per te
- 2013 - Fisico & politico

### Album live
- 2003 - Live

## Televisione e cinema
- L'ispettore Coliandro, episodio Doppia rapina, regia dei Manetti Bros. (2009)
- Se mi vuoi bene (2019)

## Tournée
- Luca Carboni Tour 1984
- Luca Carboni Tour 1985
- Luca Carboni Tour 1986
- Luca Carboni Tour 1987-1988
- Persone silenziose Tour 1990
- Ci vuole un fisico bestiale Tour 1992
- Carboni-Jovanotti in concerto 1992
- Ci vuole un fisico bestiale Tour 1993 Europa
- Diario Carboni Tour 1993
- Diario Carboni Tour 1994 Europeo
- Mondo Tour 1996
- Carovana Tour 1998-1999

- Europe Live Tour 2000
- Lu*Ca Tour 2002
- Autoritratto Live Tour 2004
- ...le band si sciolgono Tour 2007
- Musiche ribelli Tour 2009
- Musiche ribelli Tour 2010
- Senza titolo Tour 2011-2012
- Luca Carboni Tour 2013
- Fisico & politico Tour 2013-2014
- Luca Carboni Tour estivo 2015
- Pop-up Tour 2016
- Sputnik Tour 2018-2019

## Cover
Hanno interpretato cover di Luca Carboni:
| Anno | Artista                                    | Titolo                                                           | Album                           |
| ---- | ------------------------------------------ | ---------------------------------------------------------------- | ------------------------------- |
| 1988 | Timbiriche                                 | Tú y yo somos uno mismo (versione in spagnolo di "Sarà un uomo") | Timbiriche VIII & IX            |
| 1997 | Massimo Ranieri                            | Le storie d'amore                                                | Canzoni in corso                |
| 1999 | Lighea                                     | Ci sei perché                                                    | Ci sei perché (CD singolo)      |
| 2000 | Pino Beccaria                              | Fragole buone buone                                              | Fotosintesi                     |
| 2008 | Neri per Caso (in duetto con Luca Carboni) | Ci vuole un fisico bestiale                                      | Angoli diversi                  |
| 2008 | Irene Grandi                               | O è Natale tutti i giorni                                        | Canzoni per Natale              |
| 2010 | Ivan Cattaneo                              | Ci stiamo sbagliando                                             | 80 e basta!                     |
| 2011 | Teresa De Sio                              | Inno nazionale                                                   | Tutto cambia                    |
| 2013 | Velvet                                     | Le case d'inverno                                                | La razionalità                  |
| 2013 | Cosmo & Colapesce                          | Mare Mare                                                        |                                 |
| 2014 | Management del dolore post-operatorio      | Fragole buone buone                                              | McMao                           |
| 2015 | Nesli                                      | Mare mare                                                        | Andrà tutto bene - Live Edition |
| 2016 | Alì                                        | Colori                                                           | Facciamo niente insieme         |
| 2016 | Pop X                                      | Luca lo stesso                                                   |                                 |
| 2016 | Squalo Iaco                                | Il mio cuore fa ciock (duetto con Luca Carboni)                  | Marco e basta                   |
| 2021 | Giuseppe de Candia                         | Ci stiamo sbagliando                                             |                                 |

## Libri
- Luca Carboni, Autoritratto, Editore Pendragon, 2004, ISBN 88-8342-254-6.
- Luca Carboni & Massimo Cotto, Segni del tempo, Editore Aliberti, 2007, ISBN 978-88-7424-184-2.